# Chopwell
Chopwell är en by i unparished area Blaydon, i distriktet Gateshead i grevskapet Tyne and Wear i England. Byn ligger 14,3 km från Newcastle upon Tyne. Orten har 4 293 invånare (2001). Chopwell var en civil parish 1866–1937 när blev den en del av Blaydon. Civil parish hade 9 784 invånare år 1931.